# Lenox Hill Hospital
Das Lenox Hill Hospital ist ein Krankenhaus in der Upper East Side im Nordosten Manhattans in New York City.
Es dient als Universitätsklinikum der Hofstra Nothwell School of Medicine der Hofstra University, kann aber auch von Studenten der New York University School of Medicine, New York Medical College und der SUNY Downstate Health Sciences University besucht werden.
Jährlich werden mehr als 163.000 Patienten behandelt, von denen 45 % direkt aus Manhattan stammen. Aufgrund der hohen ethnischen und somit sprachlichen Diversität der Patienten steht ein Übersetzungsdienst rund um die Uhr zur Verfügung.

## Geschichte

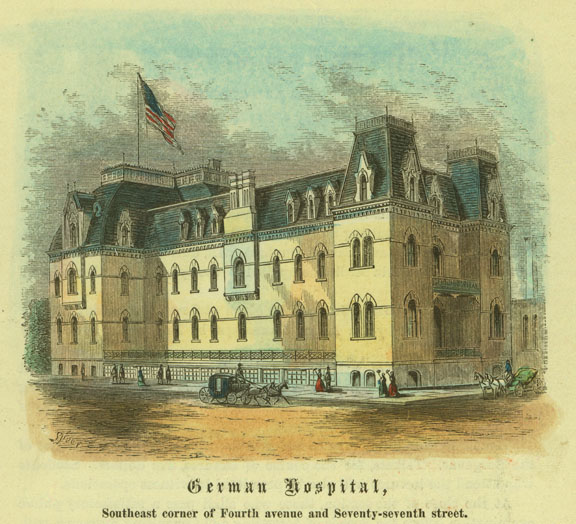
Das neueröffnete German Hospital and Dispensary.

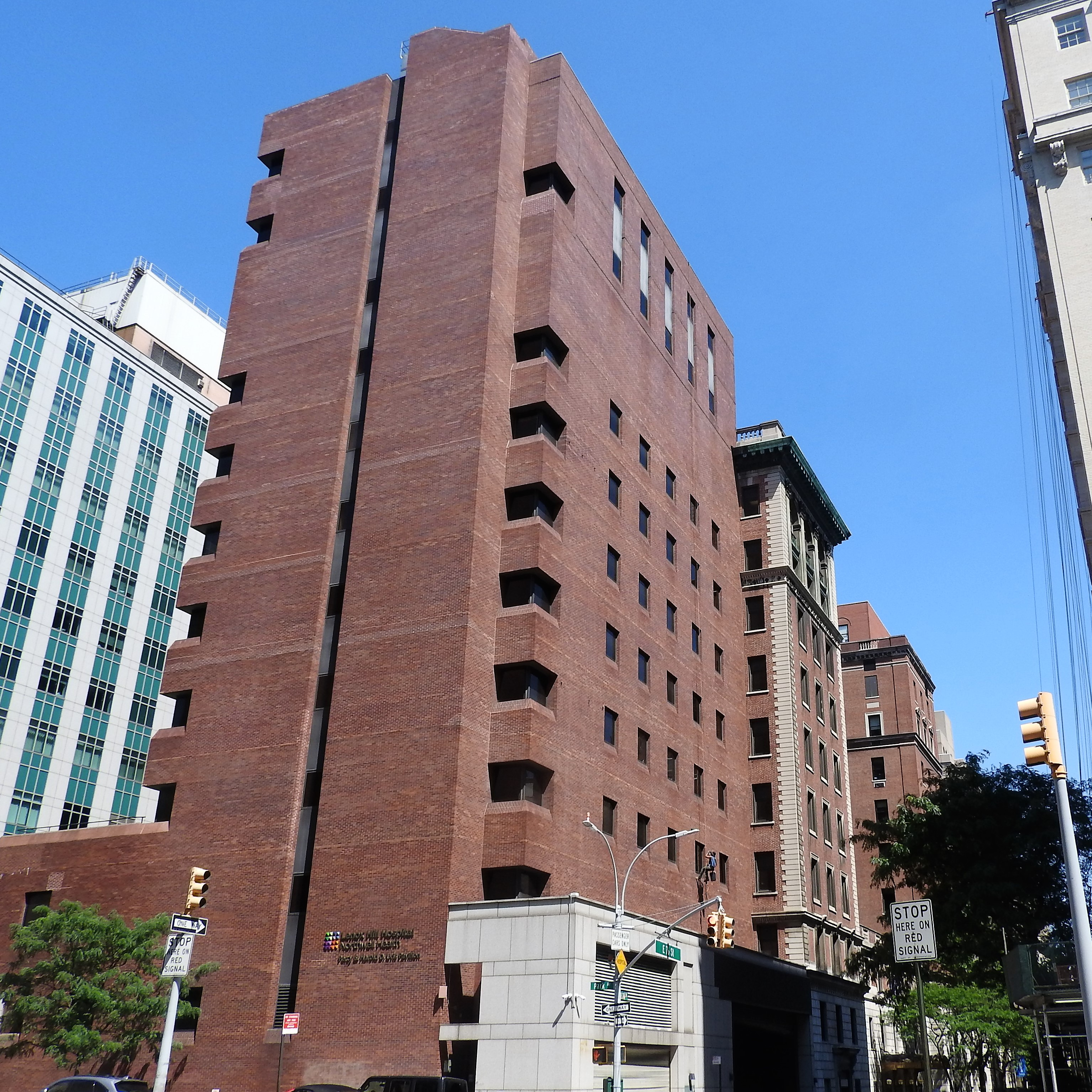
Gebäude der Notaufnahme.

Im Jahr 1857 erkannte eine Gruppe von Gemeindevorstehern Manhattans (u. a. Ernst Krackowizer) die Notwendigkeit, die große Zahl an Einwanderern medizinisch zu versorgen und gründete hierfür die German Dispensary (Deutsche Arzneiausgabe) in der 132 Canal Street. Schon 1862 zog man in ein größeres Haus in die 8 East Third Street und konnte seitdem 10.000 Patienten im Jahr behandeln.
1868 eröffnete die neue German Hospital and Dispensary an der Fourth Avenue (Park Avenue) and 77th Street. 1887 gründeten vier Deutsch-Amerikanerinnen eine Ausbildungsschule für Krankenschwestern. 1907 wurde der erste Fachbereich für Krankengymnastik in den USA und 1908 der erste Fachbereich für Tuberkulose in New York City eröffnet.
1918 wurde das German Hospital in Lenox Hill Hospital umbenannt.
1931 wurde Winston Churchill aufgrund schwerer Verletzungen in Folge eines Unfalls an der Park Avenue, als er die Straße überqueren wollte, behandelt. 1938 wurde die erste Angiokardiografie der Vereinigten Staaten durchgeführt. 1955 wurde eines der ersten Herzkatheterlabor der New York Metropolitan Area eröffnet. 1969 hält Margaret Mead eine Rede vor Absolventen der Krankenschwesterschule, die kurz vor den Abschlussprüfungen standen. 1989 wird der erste Fachbereich für Lymphknotenkrankheiten der Stadt eröffnet.
2000 wurde einer der ersten Medizinroboter für minimal-invasive kardiale Bypass-Operationen des Landes in Betrieb genommen. 2003 wird der erste von der Food and Drug Administration zugelassene medikamentenbeschichtete Stent implantiert. 2007 wurden mehr als 65.000 Patienten behandelt. 2009 wurde die erste endoskopische koronare Arterien-Bypass-Operation an einem schlagenden Herzen mit einem Medizinroboter durchgeführt.

## Auszeichnungen
- 2016: Top 10 percent in the nation (laut Society of Thoracic Surgeons)[1]
- 2017–2019: America's 100 Best Hospitals (laut Healthgrades)[1]
- 2017: Platz 9 (Bundesstaat New York) und Platz 10 New York Metropolitan Area in U.S. News and World Report’s 28th annual Best Hospitals edition[1]

## Rezeption
- 2020: Die Netflix-Serie Lenox Hill begleitet in neun Folgen zwei Ärztinnen und zwei Ärzte des Krankenhauses.